# Manuscrits de hadîths
 (décembre 2021).
La mise en forme du texte ne suit pas les recommandations de Wikipédia : il faut le « wikifier ».
Les points d'amélioration suivants sont les cas les plus fréquents. Le détail des points à revoir est peut-être précisé sur la page de discussion.
- Les titres sont pré-formatés par le logiciel. Ils ne sont ni en capitales, ni en gras.
- Le texte ne doit pas être écrit en capitales (les noms de famille non plus), ni en gras, ni en italique, ni en « petit »…
- Le gras n'est utilisé que pour surligner le titre de l'article dans l'introduction, une seule fois.
- L'italique est rarement utilisé : mots en langue étrangère, titres d'œuvres, noms de bateaux, etc.
- Les citations ne sont pas en italique mais en corps de texte normal. Elles sont entourées par des guillemets français : « et ».
- Les listes à puces sont à éviter, des paragraphes rédigés étant largement préférés. Les tableaux sont à réserver à la présentation de données structurées (résultats, etc.).
- Les appels de note de bas de page (petits chiffres en exposant, introduits par l'outil «  Source ») sont à placer entre la fin de phrase et le point final[comme ça].
- Les liens internes (vers d'autres articles de Wikipédia) sont à choisir avec parcimonie. Créez des liens vers des articles approfondissant le sujet. Les termes génériques sans rapport avec le sujet sont à éviter, ainsi que les répétitions de liens vers un même terme.
- Les liens externes sont à placer uniquement dans une section « Liens externes », à la fin de l'article. Ces liens sont à choisir avec parcimonie suivant les règles définies. Si un lien sert de source à l'article, son insertion dans le texte est à faire par les notes de bas de page.
- La présentation des références doit suivre les conventions bibliographiques. Il est recommandé d'utiliser les modèles {{Ouvrage}}, {{Chapitre}}, {{Article}}, {{Lien web}} et/ou {{Bibliographie}}. Le mode d'édition visuel peut mettre en forme automatiquement les références.
- Insérer une infobox (cadre d'informations à droite) n'est pas obligatoire pour parachever la mise en page.

Pour une aide détaillée, merci de consulter Aide:Wikification.
Si vous pensez que ces points ont été résolus, vous pouvez retirer ce bandeau et améliorer la mise en forme d'un autre article.
Il existe un certain nombre de manuscrits de hadîths des quatre premiers siècles après la mort du prophète Mahomet (632-1032 CE). Le nombre augmente considérablement au cours des deux siècles suivants (1032-1232).

## 632-1032CE

### MME. Leiden OR. 298
Il s'agit d'un livre intitulé Gharib Al-Hadith. Il a été écrit par un des premiers érudits islamiques, Abu Ubaid al-Qasim bin Salam (770-838). Il existe un manuscrit incomplet de ce livre daté de 252 AH (866 CE). Il est maintenant conservé à la Bibliothèque de l'Université de Leyde.

### Jami' de Ma'mar ibn Rashid
C'est l'une des premières collections de hadiths qui a été compilée par l'imam Ma'mar ibn Rashid. Deux manuscrits de ce livre ont été trouvés en Turquie. L'un d'eux est originaire d'Ankara et remonte à 364 AH (974 CE). Un autre est à Istanbul.

### Ar-Risalah
Ce livre a été écrit par le premier érudit islamique, Shafi'i. Même s'il ne s'agit pas d'un livre écrit spécifiquement dans le domaine des hadiths, il contient tout de même des dizaines de hadiths. Il existe deux manuscrits de ce livre à la Bibliothèque nationale du Caire. Le premier connu sous le nom de manuscrit d'Ibn Jama'ah et le second est le manuscrit d'Ar-Rabi'. Bernhard Moritz, l'orientaliste allemand date le manuscrit d'Ar-Rabi au milieu du IVe siècle de l'hégire tandis qu'Ahmad Muhammad Shakir l'a daté peu avant 270 AH (883 CE).

### Sahih Bukhari abrégé
Il s'agit du plus ancien manuscrit arabe conservé à la Bibliothèque nationale de Bulgarie. Il était daté de 407 AH (1017 CE). Il contient les livres 65 à 69 de Sahih Bukhari mais le livre 65 est incomplet. Il peut être consulté en ligne sur le site officiel de la Bibliothèque numérique mondiale.

## 1033-1232CE

### Bibliothèque nationale d'Al-Assad no. 9388
Il s'agit d'un manuscrit de Sahih Muslim de l'Imam Muslim ibn Al-Hajjaj. Il a été conservé à la Bibliothèque nationale d'Al-Assad à Damas, en Syrie et a été daté du cinquième siècle de l'hégire et du 11e siècle de notre ère.

### Or. 101
Il s'agit d'un manuscrit de Jami' At-Tirmidhi de l'Imam Muhammad bin Isa At-Tirmidhi. Il a été daté de 540 AH et est maintenant conservé à la Bibliothèque de l'Université de Leyde.

## 1233-1432CE

### Copie de Dublin de Sahih Bukhari
Il s'agit d'un manuscrit de Sahih Bukhari conservé à la Chester Beatty Library à Dublin en Irlande (n° 4176). Il a été copié par Ahmad bin Ali bin Abdul Wahhab dans la belle calligraphie naskh et était daté du 8 Muharram 694/28 novembre 1294.